# Monarquia constitucional
Monarquia constitucional é uma forma de monarquia na qual o soberano exerce a autoridade de acordo com uma constituição escrita ou não escrita, enquanto o Poder Legislativo é exercido por um Parlamento, geralmente eleito pelos cidadãos. A monarquia constitucional difere da monarquia absoluta (na qual o monarca detém o poder absoluto) já que, nesse sistema, o monarca está obrigado a exercer seus poderes e autoridades dentro dos limites prescritos dentro de uma estrutura legal estabelecida. As monarquias constitucionais variam de países como Marrocos, Jordânia, Kuwait e Bahrein, onde a Constituição concede poderes discricionários substanciais ao soberano, a países como o Japão e a Suécia, onde o monarca não detém autoridades formais.
A monarquia constitucional pode referir-se a um sistema no qual o monarca atua como um chefe de Estado político não partidário sob a constituição, seja ela escrita ou não. Enquanto a maioria dos monarcas pode ter autoridade formal e o governo pode operar legalmente em nome do monarca, na forma comum na Europa, o monarca não mais estabelece pessoalmente políticas públicas ou escolhe líderes políticos. O cientista político Vernon Bogdanor, parafraseando Thomas Macaulay, definiu um monarca constitucional como "um soberano que reina, mas não governa".
Além de agir como um símbolo visível da unidade nacional, um monarca constitucional pode ter poderes formais, tais como dissolver o parlamento ou dar assentimento real à legislação. Contudo, o exercício de tais poderes é estritamente de acordo com princípios constitucionais escritos ou convenções constitucionais não escritas, ao invés de qualquer preferência política pessoal imposta pelo soberano. Muitas monarquias constitucionais ainda mantêm autoridades significativas ou influência política, no entanto, como através de certos poderes de reserva, e também podem desempenhar um importante papel político.[carece de fontes?]
O Reino Unido e os outros reinos da Commonwealth são todas monarquias constitucionais no sistema de governo constitucional de Westminster. Duas monarquias constitucionais - Malásia e Camboja - são monarquias eletivas, onde o governante é periodicamente selecionado por um pequeno colégio eleitoral.

## História
A mais antiga monarquia constitucional que remonta aos tempos antigos foi a dos Hititas. Eles eram um antigo povo da Anatólia que viveu durante a Idade do Bronze, cujo rei ou rainha compartilhava sua autoridade com uma assembleia, chamada de Panku, que era o equivalente a um parlamento deliberativo moderno ou uma legislatura. Os membros do Panku vinham de famílias nobres espalhadas que trabalhavam como representantes de seus súditos em uma paisagem de tipo federal adjutora ou subalterna.

### Reino Unido
No Reino da Inglaterra, a Revolução Gloriosa de 1688 levou a uma monarquia constitucional restrita por leis como a Declaração de Direitos de 1689 e o Decreto de Estabelecimento de 1701, embora os limites sobre o poder do monarca ("uma monarquia limitada") sejam muito mais antigos que isso (ver Magna Carta). Ao mesmo tempo, na Escócia, a Convenção de Propriedades promulgou a Lei de Reivindicação de Direitos de 1689, que estabeleceu limites semelhantes à monarquia escocesa.
Embora a Rainha Ana tenha sido a última monarca a vetar uma Lei do Parlamento quando, em 11 de março de 1708, ela impediu que a Lei da Milícia Escocesa fosse aprovada, os monarcas da Casa de Hanôver continuaram a ditar seletivamente as políticas do governo. Por exemplo, Jorge III bloqueou constantemente a Lei de Ajuda Católica de 1829, eventualmente precipitando a renúncia de William Pitt, o Novo, como primeiro-ministro em 1801. A influência do soberano sobre a escolha do primeiro-ministro diminuiu gradualmente ao longo deste período, sendo Guilherme IV o último monarca a demitir um primeiro ministro, quando em 1834 ele demitiu o Lorde Melbourne como resultado da escolha do Lorde John Russell como líder da Câmara dos Comuns. A Rainha Vitória foi a última monarca a exercer poder pessoal real, mas isso diminuiu ao longo de seu reinado. Em 1839, ela se tornou a última soberana a manter um primeiro-ministro no poder contra a vontade do Parlamento quando uma crise política resultou na retenção da administração do Lorde Melbourne. No final de seu reinado, no entanto, ela não podia fazer nada para bloquear a inaceitável escolha (para ela) de William Gladstone como primeiro-ministro britânico, embora ela ainda exercesse o poder de nomeações para o Gabinete, por exemplo em 1886, impedindo a escolha de Hugh Childers para o cargo Secretário da Guerra. em favor do Sir Henry Campbell-Bannerman.
Hoje, o papel do monarca britânico é por convenção efetivamente cerimonial. Em vez disso, o Parlamento Britânico e o Governo - principalmente o gabinete do Primeiro Ministro - exercem seus poderes sob "Prerrogativa Real (ou da Coroa)": em nome do monarca e através de poderes ainda formalmente possuídos pelo monarca.
Ninguém pode aceitar cargos públicos significativos sem fazer um juramento de fidelidade ao rei. Com poucas exceções, o chefe de Estado é obrigado pela convenção constitucional a agir sob o conselho do governo.

### Europa continental
A monarquia constitucional teve origem na Europa continental, com a Polônia desenvolvendo a primeira constituição limitando os poderes de uma monarquia com a Constituição de 3 de maio de 1791; essa foi a terceira constituição moderna a ser adotada no mundo logo após a primeira Constituição republicana dos Estados Unidos. A monarquia constitucional também ocorreu brevemente nos primeiros anos da Revolução Francesa, mas muito mais amplamente depois. Napoleão Bonaparte é considerado o primeiro monarca proclamando-se como uma personificação da nação, e não como um governante divinamente nomeado; essa interpretação da monarquia é pertinente às monarquias constitucionais continentais. O filósofo alemão Georg Wilhelm Friedrich Hegel, em sua obra Princípios da Filosofia do Direito, publicada em 1820, deu ao conceito uma justificativa filosófica que concordava com a evolução da teoria política contemporânea e a visão cristã protestante da lei natural. A previsão de Hegel de um monarca constitucional com poderes muito limitados cuja função é incorporar o caráter nacional e prover continuidade constitucional em tempos de emergência se refletiu no desenvolvimento de monarquias constitucionais na Europa e no Japão.

## Monarquia constitucional moderna
Como originalmente concebido, um monarca constitucional era o chefe do poder executivo e uma figura bastante poderosa, embora seu poder fosse limitado pela constituição e pelo parlamento eleito. Alguns dos autores da Constituição dos Estados Unidos podem ter imaginado o presidente como um monarca constitucional eleito, como o termo foi então entendido, seguindo o relato de Montesquieu sobre a separação de poderes.
O conceito atual de uma monarquia constitucional se desenvolveu no Reino Unido, onde os parlamentos democraticamente eleitos e seu líder, o primeiro-ministro, exerceram o poder, com os monarcas tendo cedido o poder e permanecendo como uma posição nominal. Em muitos casos, os monarcas, embora ainda no topo da hierarquia política e social, receberam o status de "servos do povo" para refletir a nova posição igualitária. No curso da monarquia de julho da França, Luis Filipe I foi denominado "rei dos franceses" em vez de "rei da França".[carece de fontes?]
Após a Unificação da Alemanha, Otto von Bismarck rejeitou o modelo britânico. Na monarquia constitucional estabelecida sob a Constituição do Império Alemão, inspirada por Bismarck, o Kaiser reteve considerável poder executivo real, enquanto o Chanceler Imperial não precisava de um voto parlamentar de confiança e governava apenas pelo mandato imperial. No entanto, este modelo de monarquia constitucional foi desacreditado e abolido após a derrota da Alemanha na Primeira Guerra Mundial e a instalação da República de Weimar. Mais tarde, a Itália fascista também poderia ser considerada uma monarquia constitucional, em que havia um rei como chefe de estado titular, enquanto o poder real era mantido por Benito Mussolini sob uma constituição. Isso acabou desacreditando a monarquia italiana e levou à sua abolição em 1946. Após a Segunda Guerra Mundial, as monarquias europeias sobreviventes quase invariavelmente adotaram alguma variante do modelo de monarquia constitucional originalmente desenvolvido na Grã-Bretanha.[carece de fontes?]
Hoje em dia, considera-se que uma democracia parlamentar que é uma monarquia constitucional difere de uma que é uma república apenas em detalhes e não em substância. Em ambos os casos, o chefe de Estado titular - monarca ou presidente - desempenha o papel tradicional de corporificação e representação da nação, enquanto o governo é exercido por um gabinete composto predominantemente por membros eleitos do Parlamento.[carece de fontes?]
No entanto, três fatores importantes distinguem as monarquias, como o Reino Unido, de sistemas em que um poder maior poderia caber ao Parlamento. Estas são: a Prerrogativa Real sob a qual o monarca pode exercer o poder sob certas circunstâncias muito limitadas; a imunidade do soberano sob a qual o monarca não pode fazer nada de errado sob a lei porque o governo responsável é considerado responsável; e o monarca pode não estar sujeito às mesmas restrições de tributação ou uso de propriedade que a maioria dos cidadãos. Outros privilégios podem ser nominais ou cerimoniais (por exemplo, quando o executivo, o judiciário, a polícia ou as forças armadas agem com base na autoridade ou devem lealdade à Coroa).[carece de fontes?]
Hoje, pouco mais de um quarto das monarquias constitucionais são países da Europa Ocidental, incluindo o Reino Unido, Espanha, Países Baixos, Bélgica, Noruega, Dinamarca, Luxemburgo, Mônaco, Liechtenstein e Suécia. No entanto, as duas monarquias constitucionais mais populosas do mundo estão na Ásia: Japão e Tailândia. Nesses países, o primeiro-ministro detém os poderes cotidianos de governança, enquanto o monarca retém poderes residuais (mas nem sempre insignificantes). Os poderes do monarca diferem entre os países. Na Dinamarca e na Bélgica, por exemplo, o Monarca nomeia formalmente um representante para presidir a criação de um governo de coalizão após uma eleição parlamentar, enquanto na Noruega, o rei preside reuniões especiais do gabinete.[carece de fontes?]
Em quase todos os casos, o monarca ainda é o chefe executivo nominal, mas é obrigado por convenção a agir de acordo com o conselho do Gabinete. Apenas algumas monarquias (mais notavelmente o Japão e a Suécia) alteraram suas constituições para que o monarca não seja mais o chefe executivo nominal.[carece de fontes?]
Há quinze monarquias constitucionais sob o rei atual do Reino Unido, Carlos III, que são conhecidas como Reinos da Commonwealth. Diferentemente de alguns de seus colegas europeus continentais, o Monarca e seus representantes, chamados de Governadores-Gerais nos reinos da Commonwealth possuem poderes significativos de "reserva" ou "prerrogativa", para serem exercidos em tempos de extrema emergência ou crises constitucionais, geralmente para manter o governo parlamentar. Um exemplo de um governador-geral que exercia tal poder ocorreu durante a crise constitucional australiana de 1975, quando o primeiro-ministro australiano, Gough Whitlam, foi demitido pelo governador-geral. O senado australiano ameaçou bloquear o orçamento do governo, recusando-se a aprovar as contas de apropriação necessárias. Em 11 de novembro de 1975, Whitlam pretendia convocar uma eleição pela metade do Senado, na tentativa de romper o impasse. Quando ele buscou a aprovação do governador-geral para a eleição, o governador-geral o rejeitou como primeiro-ministro e, pouco depois, instalou o líder da oposição Malcolm Fraser em seu lugar. Agindo rapidamente antes que todos os parlamentares ficassem cientes da mudança de governo, Fraser e seus aliados asseguraram a aprovação dos projetos de apropriação, e o governador-geral dissolveu o Parlamento para uma eleição de dissolução dupla. Fraser e seu governo foram devolvidos com uma maioria maciça. Isso levou a muita especulação entre os defensores de Whitlam sobre se esse uso dos poderes de reserva do governador-geral era apropriado, e se a Austrália deveria se tornar uma república. Entre os defensores da monarquia constitucional, no entanto, a experiência confirmou o valor da monarquia como uma fonte de freios e contrapesos contra políticos eleitos que poderiam buscar poderes além daqueles conferidos pela constituição e, em última análise, como uma salvaguarda contra uma ditadura.[carece de fontes?]
Na monarquia constitucional da Tailândia, o monarca é reconhecido como Chefe de Estado, Chefe das Forças Armadas, Defensor da Religião Budista e Defensor da Fé. O ex-rei imediato, Bhumibol Adulyadej, era o monarca reinante mais longo do mundo e de toda a história da Tailândia, antes de falecer em 13 de outubro de 2016. Bhumibol reinou por meio de várias mudanças políticas no governo tailandês. Ele desempenhou um papel influente em cada incidente, muitas vezes atuando como mediador entre disputando opositores políticos; Entre os poderes mantidos pelo monarca tailandês sob a constituição, as leis de crimes de lesa-majestade protegem a imagem do monarca e permite que ele desempenhe um papel na política. Essas leis possuem penalidades criminais rigorosas para os infratores. Geralmente, o povo tailandês era reverente de Bhumibol. Grande parte de sua influência social surgiu dessa reverência e dos esforços de melhoria socioeconômica empreendidos pela família real.[carece de fontes?]
No Reino Unido, um debate frequente gira em torno de quando é apropriado que um monarca britânico aja. Quando um monarca age, a controvérsia política pode ocorrer, em parte porque a neutralidade da coroa é vista como comprometida em favor de um objetivo partidário, enquanto alguns cientistas políticos defendem a ideia de um "monarca intervencionista" como um controle contra possíveis ações ilegais dos políticos. Por exemplo, o monarca do Reino Unido pode, teoricamente, exercer um veto absoluto sobre a legislação, recusando o assentimento real. No entanto, nenhum monarca fez isso desde 1708, e acredita-se que este e muitos outros poderes políticos do monarca são poderes caducados.[carece de fontes?]

## Lista de monarquias constitucionais atuais
Atualmente, existem 38 países que são monarquias constitucionais.
| País                     | Ano da última constituição | Tipo de monarquia       | Monarca selecionado por                                       |
| ------------------------ | -------------------------- | ----------------------- | ------------------------------------------------------------- |
| Antígua e Barbuda        | 2001                       | Reino da Commonwealth   | Sucessão hereditária regulada pela constituição               |
| Aruba                    | 1986                       | Reino dos Países Baixos | Sucessão hereditária regulada pela constituição               |
| Austrália                | 1901                       | Reino da Commonwealth   | Sucessão hereditária regulada pela constituição               |
| Bahamas                  | 1973                       | Reino da Commonwealth   | Sucessão hereditária regulada pela constituição               |
| Bahrein                  | 2002                       | Reino                   | Sucessão hereditária regulada pela constituição               |
| Bélgica                  | 1831                       | Reino                   | Sucessão hereditária regulada pela constituição               |
| Belize                   | 1981                       | Reino da Commonwealth   | Sucessão hereditária regulada pela constituição               |
| Butão                    | 2008                       | Reino                   | Sucessão hereditária regulada pela constituição               |
| Camboja                  | 1993                       | Monarquia eletiva       | Sucessão não hereditária aprovada pelo Conselho Real do Trono |
| Canadá                   | 1981                       | Reino da Commonwealth   | Sucessão hereditária regulada pela constituição               |
| Curaçau                  | 1986                       | Reino dos Países Baixos | Sucessão hereditária regulada pela constituição               |
| Dinamarca                | 1953                       | Reino                   | Sucessão hereditária regulada pela constituição               |
| Espanha                  | 1978                       | Reino                   | Sucessão hereditária regulada pela constituição               |
| Granada                  | 1974                       | Reino da Commonwealth   | Sucessão hereditária regulada pela constituição               |
| Jamaica                  | 1962                       | Reino da Commonwealth   | Sucessão hereditária regulada pela constituição               |
| Japão                    | 1946                       | Império                 | Sucessão hereditária regulada pela constituição               |
| Jordânia                 | 1952                       | Reino                   | Sucessão hereditária não regulada pela constituição           |
| Kuwait                   | 1961                       | Emirado                 | Sucessão hereditária não regulada pela constituição           |
| Lesoto                   | 1993                       | Reino                   | Sucessão hereditária aprovada pelo Colégio de Chefes          |
| Liechtenstein            | 2003                       | Principado              | Sucessão hereditária regulada pela constituição               |
| Luxemburgo               | 1868                       | Grão-ducado             | Sucessão hereditária regulada pela constituição               |
| Malásia                  | 1957                       | Monarquia eletiva       | Seleção entre nove sultões hereditários                       |
| Marrocos                 | 1962                       | Reino                   | Sucessão hereditária não regulada pela constituição           |
| Mónaco                   | 1911                       | Principado              | Sucessão hereditária regulada pela constituição               |
| Noruega                  | 1814                       | Reino                   | Sucessão hereditária regulada pela constituição               |
| Nova Zelândia            | 1907                       | Reino da Commonwealth   | Sucessão hereditária regulada pela constituição               |
| Países Baixos            | 1815                       | Reino dos Países Baixos | Sucessão hereditária regulada pela constituição               |
| Papua-Nova Guiné         | 1975                       | Reino da Commonwealth   | Sucessão hereditária regulada pela constituição               |
| Reino Unido              | 1689                       | Reino da Commonwealth   | Sucessão hereditária regulada pela constituição               |
| Ilhas Salomão            | 1978                       | Reino da Commonwealth   | Sucessão hereditária regulada pela constituição               |
| Santa Lúcia              | 1979                       | Reino da Commonwealth   | Sucessão hereditária regulada pela constituição               |
| São Cristóvão e Neves    | 1983                       | Reino da Commonwealth   | Sucessão hereditária regulada pela constituição               |
| São Vicente e Granadinas | 1979                       | Reino da Commonwealth   | Sucessão hereditária regulada pela constituição               |
| Suécia                   | 1974                       | Reino                   | Sucessão hereditária regulada pela constituição               |
| Tailândia                | 1933                       | Reino                   | Sucessão hereditária regulada pela constituição               |
| Tonga                    | 1970                       | Reino                   | Sucessão hereditária regulada pela constituição               |
| Tuvalu                   | 1978                       | Reino da Commonwealth   | Sucessão hereditária regulada pela constituição               |

## Antigas monarquias constitucionais
- O Reino da Córsega foi um breve período na história da Córsega (1794–1796) quando a ilha rompeu com a França Revolucionária e buscou proteção militar da Grã-Bretanha. Córsega tornou-se um reino independente governado por Jorge III do Reino Unido, mas com o seu próprio parlamento eleito e uma constituição escrita garantindo a autonomia local e os direitos democráticos.
- O Império do Brasil existiu desde a independência do Brasil em 1822 e ascensão do Imperador Dom Pedro I a 1889, quando o Imperador Dom Pedro II foi deposto por um golpe militar republicano.
- Reino da Bulgária até 1946, quando o czar Simeão foi deposto por uma assembleia comunista.
- Muitas repúblicas da Commonwealth foram monarquias constitucionais por algum período após a sua independência, incluindo Barbados (1966-2021), Ceilão de 1948 a 1972 (atual Sri Lanka), Fiji (1970-1987), Gâmbia (1965-1970), Gana (1957-1960), Guiana (1966-1970) e Trindade e Tobago (1962-1976).
- O Grão-Ducado da Finlândia era uma monarquia constitucional, embora seu governante, Alexandre I, fosse simultaneamente um autocrata e um governante absoluto na Rússia.
- A França, várias vezes durante o século XIX. Napoleão Bonaparte proclamou-se Imperador dos Franceses no que era ostensivamente uma monarquia constitucional, embora os historiadores modernos frequentemente considerem seu reinado como uma monarquia absoluta.[carece de fontes?] A Restauração Bourbon (sob Luís XVIII e Carlos X), a Monarquia de Julho (sob Luís Filipe) e o Segundo Império (sob Napoleão III) também foram monarquias constitucionais, embora o poder do monarca variasse consideravelmente entre eles.
- O Império Alemão de 1871 a 1918 (bem como as confederações anteriores e as monarquias em que consistia) também foi uma monarquia constitucional.
- Grécia até 1973, quando Constantino II foi deposto por um golpe militar. A decisão foi formalizada por um plebiscito em 8 de dezembro de 1974.
- O Havaí, que foi uma monarquia absoluta desde a sua fundação em 1810, fez a transição para uma monarquia constitucional em 1840, quando o rei Kamehameha III promulgou a primeira constituição do reino. Essa forma constitucional de governo continuou até que a monarquia foi derrubada em um golpe de Estado em 1893.
- O Reino da Hungria. Em 1848–1849 e novamente em 1867–1918, dessa vez como parte da Áustria-Hungria. No período entreguerras, a Hungria permaneceu uma monarquia constitucional sem um monarca reinante.
- Islândia. A Lei de União, que foi feita em um acordo em 1 de dezembro de 1918 com a Dinamarca, estabeleceu a Islândia como um reino soberano unido à Dinamarca sob uma união pessoal, onde os dois países compartilhavam o chefe de Estado, mas mantinham a sua independência e possuíam um parlamento próprio. A Islândia aboliu a monarquia e tornou-se uma república em 17 de junho de 1944, após o referendo constitucional islandês, em 24 de maio de 1944.
- A Índia era uma monarquia constitucional, com Jorge VI como chefe de Estado e o Conde Mountbatten como governador-geral, por um breve período entre a independência do Reino Unido em 15 de agosto de 1947 e se tornando uma república quando adotou sua constituição em 26 de janeiro de 1950.
- O Irã sob o Xá Mohammad Reza Pahlavi era uma monarquia constitucional, que havia sido originalmente estabelecida durante a Revolução Constitucional Persa em 1906.
- Itália até 2 de junho de 1946, quando o Reino da Itália foi abolido por um referendo e o país se tornou uma república.
- O Império Coreano,[carece de fontes?] criado em outubro de 1897 até a anexação da Coreia pelo Império do Japão em 20 de agosto de 1910.
- O Reino do Laos foi uma monarquia constitucional até 1975, quando o rei Sisavang Vatthana foi forçado a abdicar pelo movimento comunista Pathet Lao.
- Malta foi uma monarquia constitucional e um reino da Commonwealth com Isabel II como a rainha de Malta, representada por um governador geral nomeado por ela, desde a independência do país em 21 de setembro de 1964 até a declaração da República de Malta em 13 de dezembro de 1974.
- O México foi duas vezes um império. O Primeiro Império Mexicano foi de 19 de maio de 1822 a 19 de março de 1823, com Agustín de Iturbide como imperador. Então, com a ajuda das coroas austríaca e espanhola, Napoleão III da França pôs Maximiliano da Áustria como Imperador do México. Essa tentativa de criar uma monarquia de estilo europeu durou três anos, de 1864 a 1867.
- Montenegro até 1918, quando se fundiu com a Sérvia e outras áreas para formar a Jugoslávia.
- Nepal até 28 de maio de 2008, quando o rei Gyanendra foi deposto, e a República Federal Democrática do Nepal foi declarada.
- Império Otomano de 1876 até 1878 e novamente de 1908 até a dissolução do império em 1922.
- O Reino do Afeganistão foi uma monarquia constitucional governada por Mohammed Zahir Xá até 1973.
- A Comunidade Polaco-Lituana, formada após a União de Lublin em 1569 e que durou até a partição final do Estado em 1795, funcionava como muitas monarquias constitucionais europeias modernas (nas quais foi oficialmente modificada pelo estabelecimento da Constituição de 3 de maio de 1791, que o historiador Norman Davies chama de "a primeira constituição do gênero na Europa").[18] Os legisladores do estado unificado realmente não o viam como uma monarquia, mas como uma república sob a presidência do rei. A Polônia-Lituânia também seguiu o princípio de "Rex regnat et non gubernat" (O rei reina mas não governa), tinha um parlamento bicameral e uma coleção de documentos jurídicos que constituem uma constituição não escrita nos moldes da existente hoje no Reino Unido. O rei era eleito e tinha o dever de manter os direitos do povo.[carece de fontes?]
- Reino da Albânia de 1928 até 1939, a Albânia foi uma monarquia constitucional governada pela Casa de Zogu, o rei Zog I.
- Portugal era uma monarquia desde 1139 e uma monarquia constitucional de 1822 a 1828, e novamente de 1834 até 1910, quando Manuel II foi derrubado por um golpe militar. De 1815 a 1825 foi parte do Reino Unido de Portugal, Brasil e Algarves, que foi uma monarquia constitucional entre 1820-22.
- Reino da Romênia, de sua fundação em 1881 até 1947, quando Miguel I foi forçado a abdicar pelos comunistas.
- Reino da Iugoslávia, de 1918 (com o nome de Reino dos Sérvios, Croatas e Eslovenos) até 1929 e a partir desse ano (com o nome de Reino da Iugoslávia) até 1944, quando sob pressão dos Aliados, Pedro II reconheceu o governo comunista.

## Monarquias constitucionais únicas
- Andorra é a única diarquia parlamentarista no mundo onde o chefe de Estado é investido conjuntamente em dois chefes de Estado, chamados de copríncipes: o Bispo de Urgel e o Presidente da França.
- Andorra, Mônaco e Liechtenstein são os únicos países que são governados por um príncipe reinante.
- A Bélgica é a única monarquia popular explícita, o título formal de seu rei é Rei dos Belgas, em vez de Rei da Bélgica.
- O Japão é o único país cujo monarca possui o título de Imperador.[19]
- O Luxemburgo é o único país governado por um grão-duque.
- A Malásia é o único país federalista com uma monarquia eletiva, o Yang di-Pertuan Agong, que é eleito entre nove governantes estaduais que também são monarcas constitucionais e possuem o título de sultões.